# Sexueller Missbrauch von Unmündigen
Als sexueller Missbrauch von Unmündigen werden in Österreich willentliche sexuelle Handlungen mit, an oder vor unmündigen Personen, also Kindern unter 14 Jahren, bezeichnet. Diese sind gemäß den Paragraphen 206 und 207 des österreichischen Strafgesetzbuches (StGB) strafbar. In § 206 StGB stellt das Gesetz die schweren Missbrauchsfälle unter Strafe, in § 207 StGB die übrigen/minderschweren.
Nicht unter den Begriff fallen einvernehmliche sexuelle Handlungen Jugendlicher mit Kindern über 12/13 Jahren, sofern sie nicht mehr als vier/drei Jahre älter sind, und Kindern über 12/13 Jahren untereinander, wobei zweiteres Schutzalter für Geschlechtsverkehr, ersteres für andere sexuelle Handlungen gilt (Alterstoleranzklauseln). Anderenfalls liegt auch bei unmündigem älterem Sexualpartner Missbrauch vor.

## Definition schwerer und minderschwerer Handlungen
Als schweren sexuellen Missbrauch definiert das Gesetz neben dem Beischlaf auch jede andere auf die Befriedigung des Geschlechtstriebes gerichtete „orale, anale oder vaginale Penetration“. Diese werden im Gesetzestext als „dem Beischlaf gleichzusetzende geschlechtliche Handlungen“ bezeichnet. Das Penetrationselement ist bei der Einstufung wesentlich. Problematisch wird die Abgrenzung nur in wenigen Fällen – so etwa beim Ansetzen zum Oralverkehr an den Schamlippen. Erfolgt dies in der Absicht, eine Penetration mit der Zunge vorzunehmen, ist eine dem Beischlaf gleichzusetzende Handlung gegeben – wird eine Penetration nicht beabsichtigt, nicht.
Hubert Hinterhofer vertritt in seinen Gesetzeserläuterungen Strafrecht Besonderer Teil II: §§ 169 bis 321 StGB die Meinung, dass es  „dem Beischlaf gleichzusetzende geschlechtliche Handlungen an sich selbst“ nicht geben könne, da geschlechtliche Handlungen, die eine Person an sich selbst vornimmt, niemals gleichwertig mit dem den Körperkontakt zweier Personen erfordernden Beischlaf sein könnten. Die Judikative hat diese Auslegung jedoch zurückgewiesen.

## Gesetzeslage
Berücksichtigter Stand der Gesetzgebung: 1. Dezember 2013.

### Schwerer sexueller Missbrauch von Unmündigen
„§ 206 StGB Schwerer sexueller Mißbrauch von Unmündigen
(1) Wer mit einer unmündigen Person den Beischlaf oder eine dem Beischlaf gleichzusetzende geschlechtliche Handlung unternimmt, ist mit Freiheitsstrafe von einem bis zu zehn Jahren zu bestrafen.
(2) Ebenso ist zu bestrafen, wer eine unmündige Person zur Vornahme oder Duldung des Beischlafes oder einer dem Beischlaf gleichzusetzenden geschlechtlichen Handlung mit einer anderen Person oder, um sich oder einen Dritten geschlechtlich zu erregen oder zu befriedigen, dazu verleitet, eine dem Beischlaf gleichzusetzende geschlechtliche Handlung an sich selbst vorzunehmen.
(3) Hat die Tat eine schwere Körperverletzung (§ 84 Abs. 1) oder eine Schwangerschaft der unmündigen Person zur Folge oder wird die unmündige Person durch die Tat längere Zeit hindurch in einen qualvollen Zustand versetzt oder in besonderer Weise erniedrigt, so ist der Täter mit Freiheitsstrafe von fünf bis zu fünfzehn Jahren, hat sie aber den Tod der unmündigen Person zur Folge, mit Freiheitsstrafe von zehn bis zu zwanzig Jahren oder mit lebenslanger Freiheitsstrafe zu bestrafen.
(4) Übersteigt das Alter des Täters das Alter der unmündigen Person nicht um mehr als drei Jahre, wird die unmündige Person durch die Tat weder längere Zeit hindurch in einen qualvollen Zustand versetzt noch in besonderer Weise erniedrigt und hat die Tat weder eine schwere Körperverletzung (§ 84 Abs. 1) noch den Tod der unmündigen Person zur Folge, so ist der Täter nach Abs. 1 und 2 nicht zu bestrafen, es sei denn, die unmündige Person hätte das 13. Lebensjahr noch nicht vollendet.“

### Sexueller Missbrauch von Unmündigen
„§ 207 StGB Sexueller Mißbrauch von Unmündigen
(1) Wer außer dem Fall des § 206 eine geschlechtliche Handlung an einer unmündigen Person  vornimmt oder von einer unmündigen Person an sich vornehmen läßt, ist mit Freiheitsstrafe von sechs Monaten bis zu fünf Jahren zu bestrafen.
(2) Ebenso ist zu bestrafen, wer eine unmündige Person zu einer geschlechtlichen Handlung (Abs. 1) mit einer anderen Person oder, um sich oder einen Dritten geschlechtlich zu erregen oder zu befriedigen, dazu verleitet, eine geschlechtliche Handlung an sich selbst vorzunehmen.
(3) Hat die Tat eine schwere Körperverletzung (§ 84 Abs. 1) zur Folge oder wird die unmündige Person durch die Tat längere Zeit hindurch in einen qualvollen Zustand versetzt oder in besonderer Weise erniedrigt, so ist der Täter mit Freiheitsstrafe von fünf bis zu fünfzehn Jahren, hat sie aber den Tod der unmündigen Person zur Folge, mit Freiheitsstrafe von zehn bis zu zwanzig Jahren oder mit lebenslanger Freiheitsstrafe zu bestrafen.
(4) Übersteigt das Alter des Täters das Alter der unmündigen Person nicht um mehr als vier Jahre, wird die unmündige Person durch die Tat weder längere Zeit hindurch in einen qualvollen Zustand versetzt noch in besonderer Weise erniedrigt und ist keine der Folgen des Abs. 3 eingetreten, so ist der Täter nach Abs. 1 und 2 nicht zu bestrafen, es sei denn, die unmündige Person hätte das zwölfte Lebensjahr noch nicht vollendet.“

## Erläuterungen
Unternommen ist eine Handlung nicht nur bei der strikten Durchführung, sondern auch dann, wenn lediglich dazu angesetzt wurde.
Zu den Handlungen geschlechtlicher Art gehören Berührungen, Betastungen und Entblößungen.
Die Alterstoleranzklauseln in den jeweiligen Absätzen 4 gründen auf der Überlegung, dass zwischen etwa gleich alten jungen Menschen die Grenze der Strafwürdigkeit oft nicht überstiegen wird. Das heißt, erste freiwillige sexuelle Erfahrungen 14-Jähriger untereinander sind ebenso wenig Gegenstand des Strafrechts wie eine normale Beziehung einer 16-jährigen mit einer 14-jährigen Person. Allfällige demütigende Handlungen oder sogar Körperverletzungen sind jedoch im Rahmen des Jugendstrafrechts strafbar.